# Assassination
Assassination (Originaltitel: Amsal) ist ein Spionagefilm des südkoreanischen Regisseurs Choi Dong-hun aus dem Jahr 2015.

## Handlung
Im Jahr 1911 im japanisch besetzten Korea verübt der Widerstandskämpfer Yem Seok-jin ein Attentat auf den Generalgouverneur Koreas und den pro-japanischen Geschäftsmann Kang In-guk bei einem Treffen im Sontag Hotel. Allerdings überleben beide Zielpersonen. Da das Treffen geheim war, verdächtigt Kang seine Ehefrau. Diese flüchtet mit ihrer Amme, den beiden Zwillingsschwestern und Yem. Doch Kang In-guk lässt sie verfolgen. Seine Frau wird dabei getötet, Yem ins Gefängnis gesperrt und eine Tochter zurück zu Kang gebracht. Die Amme kann mit der anderen Tochter jedoch erfolgreich fliehen.
Im Jahr 1933 gibt es über 30 verschiedene Unabhängigkeitsgruppierungen. Yem Seok-jin ist Mitglied einer dieser Gruppen. Allerdings wissen seine Leute nicht, dass er im Gefängnis gefoltert wurde und letztlich ein Spion Japans wurde. Kim Won-bong sucht in Hangzhou Kim Koo von der Provisorischen Regierung der Republik Korea auf, um einen Anschlag in Seoul zu planen. Yem soll die Kämpfer dieser Mission finden und überzeugen, daran teilzunehmen. Da die Agenten ihrer Gruppe bei den Japanern bekannt seien, soll Yem die Kämpfer Big Gun, Duk-sam und Ahn Ok-yun akquirieren.
In Shanghai treffen sich die drei mit Kim Won-bong, von dem sie die Ziele erhalten. Yem hat das Treffen den Japanern verraten, doch Kim hat Big Gun, Duk-sam und Ok-yun aus Vorsicht vor dem vereinbarten Termin auf der Straße abgefangen. Während dem Treffen kommt es zu einem Zwischenfall als der Auftragsmörder Hawaii Pistol eine japanische Verbrecherbande zur Strecke kommt. Die Unabhängigkeitskämpfer lassen sich davon aber nicht beirren. Als die vier bereits weg sind, suchen japanische Agenten den Treffpunkt auf. Kim Koo verdächtigt Yem als Verräter und lässt ihn von seinen Leuten Myung-woo und Se-gwang verfolgen. Sie können Yem enttarnen, doch er kann sie zur Strecke bringen. Yem beauftragt Hawaii Pistol und seinen Kollegen Buddy, die drei Unabhängigkeitskämpfer zu erledigen, bezeichnet diese aber hier als japanische Spione. Beiden wird eine beträchtliche Belohnung geboten. Auf dem Weg nach Gyeongseong (Keijō, heute Seoul) lernen die Leutnant Kawaguchi kennen.
Ok-yun, Duk-sam und Big Gun sind bereits in Gyeongseong und planen ein Attentat auf Kang In-guk, für den Zeitpunkt, wenn dieser seine Tochter Mitsuko abholen wird. So sorgen sie noch vor der Operation dafür, dass Kang während der Fahrt auftanken muss, so dass sie sich an der einzigen Tankstelle auf dem Weg positionieren. Hawaii Pistol kann Big Gun jedoch abfangen und schießt ihn an. Er verschwindet im Fluss. Ok-yun und Duk-sam sind besorgt um die Mission, da sie nichts über Big Guns Verbleib wissen. Sie fahren aber mit der Mission fort. Am nächsten Tag findet der Hinterhalt an der Tankstelle statt. Doch Kang kann fliehen und Duk-sam stirbt. Außerdem ist Hawaii Pistol vor Ort und kann Ok-yun stellen, erschießt sie aber nicht, da er sie nicht für eine Spionin hält. Sie flüchten gemeinsam.
Ok-yun weiß außerdem, dass sie Kangs Tochter ist und Mitsuko ihre Zwillingsschwester. Zuvor war Ok-yun in einem Laden eine neue Brille kaufen, als Mitsuko auch dort war. Mitsuko kann sie ausfindig und bietet ihr an, bei ihnen zu leben und den Kampf um die Unabhängigkeit hinter sich zu lassen. Kang weiß derweil von Ok-yun und kann sie ebenfalls ausfindig machen. Als Ok-yun kurz das Zimmer verlässt, stürmt Kang herein und erschießt Mitsuko im Glauben, Ok-yun erschossen zu haben. Ok-yun kann rechtzeitig aus der Wohnung flüchten ohne gesehen worden zu sein. Auf der Straße erkennt sie ein Chauffeur als Mitsuko und fährt sie nach Hause. Sie gibt sich als Mitsuko aus und sieht eine Gelegenheit, ihre Mission weiterzuführen. Mitsuko steht kurz vor ihrer Hochzeit mit Leutnant Kawaguchi. Am Tag der Hochzeit soll das Attentat stattfinden. Hawaii Pistol stieß derweil erneut auf Kawaguchi und wird von diesem als Sicherheitsbeauftragter für die Hochzeit eingeladen.
Hawaii Pistol wird von Yem erkannt und abgeführt, da Yem bereits weiß, dass er ihn hintergangen hat. Während der Hochzeit taucht plötzlich auch Big Gun auf, der von seiner Kontaktfrau von der Hochzeit erfuhr. Er eröffnet das Feuer. Ok-yun improvisiert und zieht ebenfalls ihre Waffen. Hawaii Pistol kann den Aufruhr nutzen, um sich zu befreien. Zu dritt können sie einige Leute zur Strecke bringen. Doch Yem findet Big Gun. Letzterer glaubt noch, Yem sei auf seiner Seite. Yem nutzt das aus und erschießt ihn. Ahn kann Kawaguchis Vater töten, während Hawaii Pistol Kang tötet, als Ahn zögert. Die zwei können Leutnant Kawaguchi als Geisel nehmen und durch Buddys Hilfe Yem entkommen. Sie flüchten sich in ein Gebäude, doch Yem kann sie aufspüren. Yem hält Ok-yun für Mitsuko und somit auch für eine Geisel, da er sie zuvor nicht schießen sehen konnte. Hawaii Pistol sagt, er würde beide Geißeln im Abstand von 10 Minuten freilassen. Dadurch haben sie im inneren Zeit, einen Weg in die Kanalisation zu finden. Zuerst wird Ok-yun freigelassen und von Yem nicht als diese erkannt. Sie wird sofort „nach Hause“ gebracht. Danach stürmen Yems Leute sofort das Gebäude. Leutnant Kawaguchi ist bereits tot. Yem findet den Weg in die Kanalisation. Sie gehen direkt an der Oberfläche zum Ende und nutzen die Situation für einen Hinterhalt. Als Hawaii Pistol und Buddy an die Oberfläche kommen, eröffnen Yems Leute sofort das Feuer. Hawaii Pistol ist noch so standhaft, um Yem ein Messer in die Brust zu stechen, bevor er seinen Schusswunden erliegt.
Nach dem Zweiten Weltkrieg im Jahr 1949 im nun befreiten Korea wird Yem als Verräter angeklagt. Allerdings beharrt er auf seiner Unschuld. Er habe stets für die Unabhängigkeit gekämpft. Der einzige Zeuge, der gegen ihn aussagen wollte, wird tot aufgefunden. Er wird freigesprochen. Auf der Straße glaubt Yem, Mitsuko zu erblicken, und folgt ihr in eine Gasse. Allerdings ist es Ok-yun. Der totgeglaubte Myungwoo ist an ihrer Seite, allerdings im Gesicht vernarbt. Sie erschießen Yem. Der Film endet mit Ok-yuns Gedanken an die Unabhängigkeitskämpfer.

## Rezeption
Assassination startete am 22. Juli 2015 in den südkoreanischen Kinos und erreichte insgesamt über 12,7 Millionen Zuschauer.
Joe Leydon von der Variety zieht ein positives Fazit und sieht in dem Film eine Mischung aus Sergio Leone, John Woo und Steven Spielberg. Künstlerisch würze Regisseur Choi den Film mit witzigen Momenten. Die Actionsequenzen seien spektakulär und mitreißend. Jason Bechervaise von Screen Daily ist verhaltener. Das Set sei hervorragend und der Film insgesamt detailreich, allerdings sei Assassination zu lang und oberflächlich. Durch die vielen Figuren bleibe zudem kaum Raum zur Charakterentwicklung. Clarence Tsui vom Hollywood Reporter bemerkt, dass Choi Dong-hoon mit Assassination erstmals einen Historienthriller gedreht hat, nachdem er seine Karriere mit Filmen über Schwindler und Betrüger aufgebaut hat. Sie stimmt mit der mangelnden Charakterentwicklung überein, der Film profitiere aber auch durch großartige, technische Expertise. Pierce Conran sieht in Assassination eine Adrenalinspritze für das koreanische Kinojahr 2015. Der starbesetzte Actionthriller sei außerdem ein weiterer, technischer Schritt nach vorne. Der Film sei fesselnd mit herausragenden Momenten und erinnere stellenweise an Alain Delon. Er bemängelt aber auch die Figurenanzahl und die lange Laufzeit. Auch Shim Sun-ah von Yonhap bespricht den Film positiv. Assassination sei exzellent und kombiniere das historische Filmgenre mit Chois Können und einer Prise Humor.
Nach James Hadfield von der Japan Times zeige der Film eindringlich die Brutalität Japans zur Kolonialzeit, allerdings seien die Hauptantagonisten des Films Koreaner: Kang und Yem. Die Redaktion der Cinema bewertete den Film mit 5 von 5 Sternen und schrieb: „Etwas verwickelt, aber stilvoll und sehr unterhaltsam“ und „Feines Blockbuster-Popcorn aus Fernost“.

## Auszeichnungen
Buil Film Awards 2015
- Auszeichnung in der Kategorie Bester Hauptdarsteller für Lee Jung-jae
- Auszeichnung in der Kategorie Bestes Szenenbild für Ryu Seong-hee

Korean Association of Film Critics Awards 2015
- Auszeichnung in der Kategorie Beste Kameraführung für Kim Woo-hyung
- Auszeichnung in der Kategorie Bestes Szenenbild für Ryu Seong-hee
- Beste 10 Filme des Jahres

Daejong-Filmpreis 2015
- Auszeichnung in der Kategorie Beste Hauptdarstellerin für Jun Ji-hyun

Blue Dragon Awards 2015
- Auszeichnung in der Kategorie Bester Film
- Auszeichnung für die Beste Technik in der Kategorie Kostüme für Jo Sang-gyeong und Son Na-ri

Baeksang Arts Awards 2016
- Auszeichnung in der Kategorie Bester Film

Chunsa Film Art Awards 2016
- Auszeichnung in der Kategorie Beste Regie für Choi Dong-hoon
- Auszeichnung in der Kategorie Bester Nebendarsteller für Cho Jin-woong

KOFRA Film Awards 2016
- Auszeichnung in der Kategorie Bester Nebendarsteller für Oh Dal-su

Max Movie Awards 2016
- Auszeichnung in der Kategorie Beste Hauptdarstellerin für Jun Ji-hyun